# 陳志動

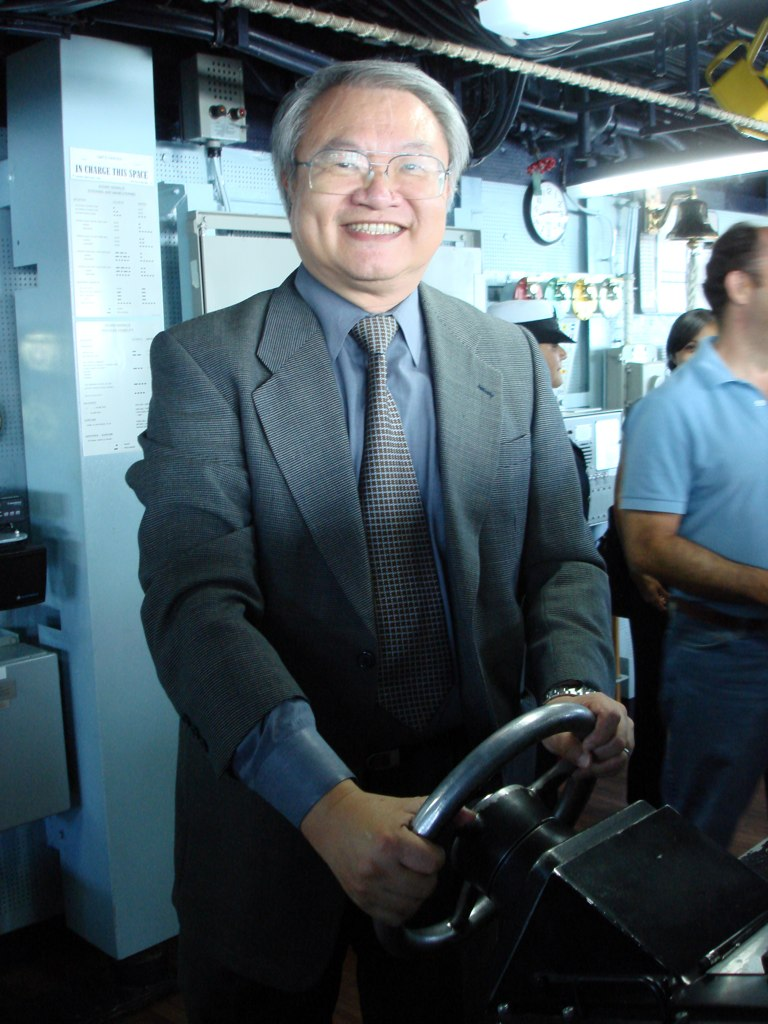
2009年的陳志動

陳志動（Tung Chan，1952年—），华裔加拿大人，2006年至2010年間擔任卑詩省社會服務機構中僑互助會的行政總裁，亦曾於1990年至1993年間出任溫哥華市議員。

## 生平
陳志動在英屬香港出生和長大，曾任证券经纪人，於1973年香港股災中損失慘重。他後於1974年移民到溫哥華，初時於溫市中心的總站城俱樂部（Terminal City Club）任侍應生，在抵溫數個月後亦開始到在前一年成立的中僑互助會當義工，帶領沒有行動問題的長者到華宮護老院（Villa Cathay Rest Home）探望不能外出的長者。他又聯同其他年輕華裔加拿大人於溫哥華的CFRO-FM 102.7設立以華裔加拿大人為本的英語電台節目《Pender Guy》，並成立了温哥華國韻合唱團。此外，他於卑詩省基隆拿市居住期間又於當地創立了基隆拿中華文化協會和演講俱樂部（Toast-master Club）。
後來他在卑詩大學修讀社會學學士課程，大學畢業後於1978年加入道明銀行工作，直至2007年退休前他已是該行的太平洋區副總裁。

## 參與政治
1990年陳志動曾經代表無黨派協會（NPA）參與溫哥華市選並贏得議席，於1990年至1993年間擔任溫哥華市議員，期間亦以每月輪更制與其他市議員輪流擔任副市長。1993年為抽空陪伴家人而宣佈不再競選連任，取而代之當了NPA的理事，後來更被選為主席，領導NPA贏得2005年的市選。

## 加入中僑互助會
中僑互助會前行政總裁陶黃彥斌於2005年7月逝世後，該機構委託獵頭公司物色繼任人選。陳志動最終從63名候選人中脫穎而出，並於2006年成為中僑新一任行政總裁。陳志動從銀行正式退休前六個月已於中僑履新，期間的工資由道明銀行發放，此舉讓陳氏可從銀行屆齡退休，保有退休福利。
2006年11月24日，聯邦外交部長麥凱（Peter MacKay）宣布，陳志動獲委任為研究亞太問題的智囊團加拿大亞太基金會（Asia Pacific Foundation of Canada）的理事成員。
中僑於2010年4月宣佈陳志動從同年11月起退休，結束在該機構的職務。他表示日後仍繼續於中僑當義工，亦同時表明無意重返政壇。其行政總裁職務由署理行政總裁譚阜全接任。